# Col de Pau
Col de Pau är ett bergspass i Spanien, på gränsen till Frankrike.   Det ligger i provinsen Provincia de Huesca och regionen Aragonien, i den nordöstra delen av landet, 400 km nordost om huvudstaden Madrid. Col de Pau ligger 1 940 meter över havet.
Terrängen runt Col de Pau är bergig norrut, men söderut är den kuperad. Runt Col de Pau är det mycket glesbefolkat, med 3 invånare per kvadratkilometer. Närmaste större samhälle är Hecho, 16,6 km söder om Col de Pau. Trakten runt Col de Pau består till största delen av jordbruksmark.